# Жакуизинью
Жакуизинью (порт. Jacuizinho)  —  муниципалитет в Бразилии, входит в штат Риу-Гранди-ду-Сул. Составная часть мезорегиона Северо-запад штата Риу-Гранди-ду-Сул. Входит в экономико-статистический  микрорегион Крус-Алта. Население составляет 2493 человека на 2006 год. Занимает площадь 315,672 км². Плотность населения — 7,9 чел./км².

## Статистика
- Валовой внутренний продукт на 2003 составляет 40.265.899,00 реалов (данные: Бразильский институт географии и статистики).
- Валовой внутренний продукт на душу населения на 2003 составляет 16.556,70 реалов (данные: Бразильский институт географии и статистики).

## География
Климат местности: субтропический гумидный.